# Potsdamer Verein für deutsche Sprache
Der Potsdamer Verein für deutsche Sprache wurde am 3. Juni 1848 von Friedrich Karl Keil in Potsdam gegründet. Der Verein bestand zumindest bis 1859.

## Vereinsgründer
Friedrich Karl (Carl) Keil (1775–1853) war ab 1830 Turnlehrer am Großen Militärwaisenhaus Potsdam und wechselte 1832 in gleicher Tätigkeit zum Königlichen Kadettenhaus Potsdam. Er verfasste vaterländische Schriften und Bücher zum Militärsport, wobei letztere in der Tradition der Arbeit Friedrich Ludwig Jahns stehen. Zur Zeit der Vereinsgründung bekleidete Keil den Rang eines Inspektors.

## Vereinsarbeit
Der Potsdamer Verein für deutsche Sprache war ein eher kleiner Verein, hatte er doch im fünften Jahre seines Bestehens, als Potsdam rund 40.000 Einwohner hatte, nur 29 Mitglieder. Wesentlichste Aktivität des Vereins war die monatliche Publikation von Aufsätzen in Potsdamer und Berliner Zeitungen auf Vereinskosten. Diese meist vom Vereinsgründer verfassten Beiträge boten Ersatzbildungen für Fremdwörter an und enthielten zudem Ermahnungen zur Sprachreinigung.